# Thomas Eric Peet
Thomas Eric Peet (12 d'agost de 1882, Liverpool - 22 febrer de 1934 Oxford) fou un egiptòleg anglès.

## Biografia
Els pares de Peet foren Thomas i Salome Peet. Va ser educat a la Merchant Taylors' School, Crosby i al Queen's College (Oxford). Des del 1909 en endavant va dur a terme excavacions a Egipte per a la Fundació d'Exploració d'Egipte. De 1913 a 1928 va ser professor d'egiptologia a la Universitat de Manchester, tot i que també va prestar servei a la Primera Guerra Mundial com a tinent al Regiment del Rei (Liverpool). De 1920 a 1933 va ser professor Brunner d'egiptologia a la Universitat de Liverpool. El 1933 va ser nomenat lector d'Egiptologia la Universitat d'Oxford. El Queen's College (Oxford) acull la biblioteca d'Egiptologia de la Universitat, i s'anomena Biblioteca Peet en el seu honor.

## Obres
- The Stone and Bronze Ages in Italy and Sicily, Oxford: Clarendon Press, 1909
- Rough Stone Monuments and their Builders, Londres: Harper & Brothers, 1912
- The Mayer Papirs A & B, Nos. M11162 and M11186 of the Free Public Museums, Liverpool, Londres: Egypt Exploration Society, 1920 (vegeu també Papirs Mayer)
- The Cemeteries of Abydo. Part II. 19II-I9I2, Londres: Egypt Exploration Society, 1914
- The Inscriptions of Sinai (en col·laboració amb Alan H. Gardiner), Londres: Egypt Exploration Society, 1917
- Egypt and the Old Testament, Londres: Hodder & Stoughton per a Liverpool University Press, 1922
- The City of Akhenaten: Excavations of 1921 and I922 at El-'Amarneh, (en col·laboració amb C Leonard Woolley), Londres: Egypt Exploration Society, 1923
- The Rhind Mathematical Papyrus: British Museum 10057 and 10058, Londres: Hodder & Stoughton for Liverpool University Press, 1923[1] (vegeu també Papir de Rhind)
- The Great Tomb-Robberies Of The Twentieth Egyptian Dynasty: Being a critical study, with translations and commentaries, of the Papirs in which these are recorded, Oxford: Clarendon Press, 1930 (vegeu també Papir d'Abbott)
- A Comparative Study of the Literatures of Egypt, Palestine, and Mesopotamia. Egypt's Contribution to the Literature of the Ancient World', Londres: H. Milford, Oxford University Press, 1931 (Schweich Lectures 1929)